# Cuareim
Cuareim ist eine Ortschaft im Norden Uruguays. 

## Geographie
Sie liegt im nordwestlichen Teil des Departamento Artigas in dessen 7. Sektor östlich von Bella Unión am Ufer des Río Cuareim. Südlich grenzen Las Piedras und Portones de Hierro y Campodónico an, im Nordwesten Franquia.

## Infrastruktur

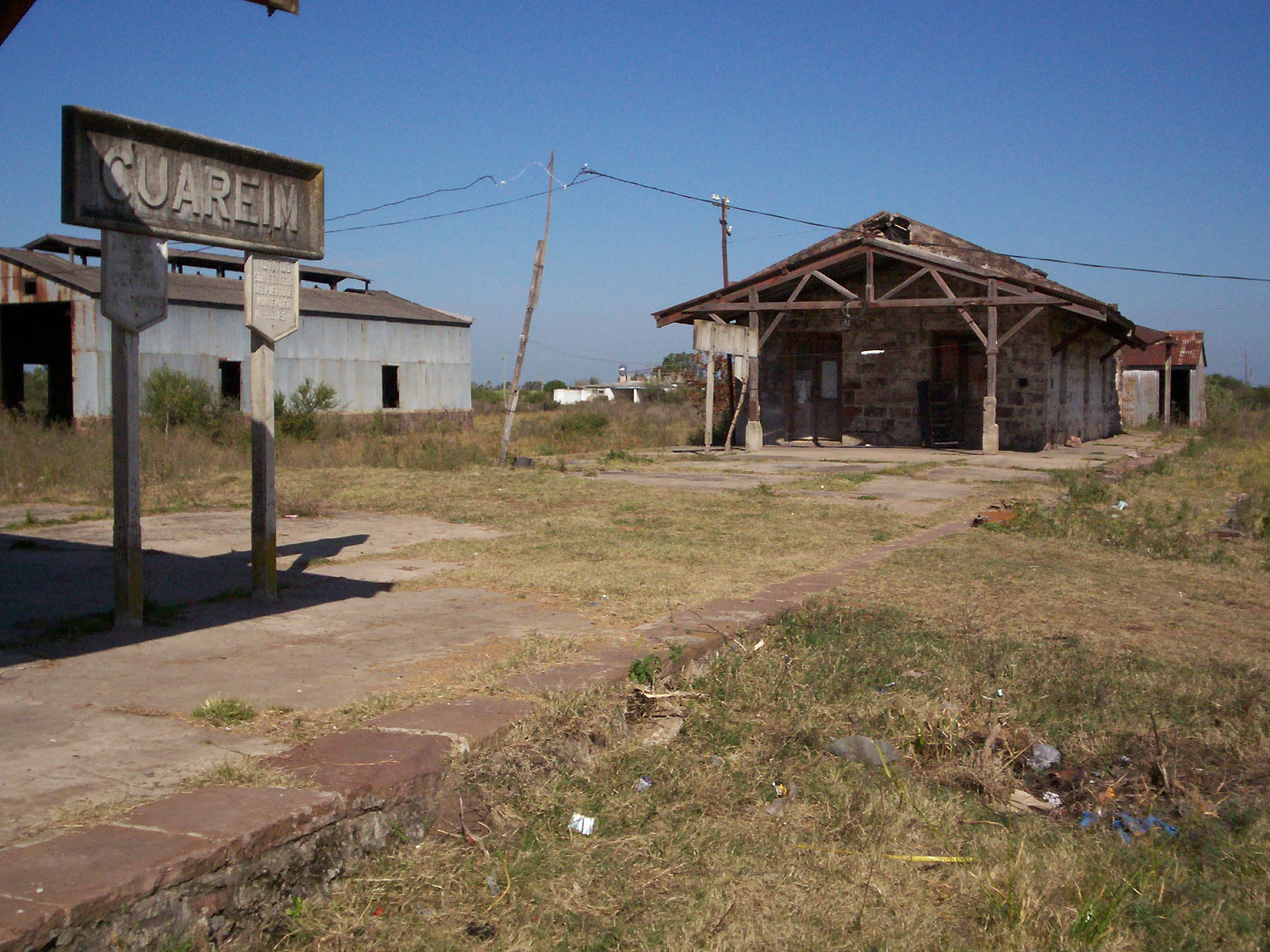
Ehemaliger Bahnhof in Cuareim

Am Ort führt die Ruta 3 vorbei. Zudem befindet sich hier die 640 m lange internationale Brücke über den Río Cuareim, die zwischen 1911 und 1914 von der Quarahim International Bridge Company, einem gemeinsamen Unternehmen der North Western of Uruguay Railway und der Brazil Great Southern Railway, gebaut wurde.

## Einwohner
Cuareim hat 710 Einwohner, davon 372 Männer und 338 Frauen (Stand: 2011).
| Jahr | Einwohner |
| ---- | --------- |
| 1963 | 369       |
| 1975 | 372       |
| 1985 | 455       |
| 1996 | 688       |
| 2004 | 780       |
| 2011 | 710       |

Quelle: Instituto Nacional de Estadística de Uruguay